# La France de Vichy
La France de Vichy, 1940-1944, en anglais originel Vichy France : Old Guard and New Order, 1940-1944, est un essai historique publié en 1972 par l'historien américain Robert O. Paxton sur le régime de Vichy.

## Élaboration du livre
Pour écrire ce livre, Robert O. Paxton a contourné la difficulté à l'époque à consulter les archives françaises en étudiant les archives allemandes, qui étaient conservées pour certaines aux États-Unis. Il a utilisé en partie les mêmes sources que pour sa thèse de doctorat sur l'armée de Vichy, des sources que lui avait suggérées l'historien Raoul Girardet. Pour la publication de l'ouvrage en français, Robert Paxton s'était d'abord adressé, sur les conseils de Stanley Hoffmann, aux éditions Gallimard, qui ont refusé.

## Parution
L'ouvrage, paru en 1972 aux États-Unis, est préfacé par Stanley Hoffmann. En France, il paraît l'année suivante au Seuil dans la collection « L'Univers historique ». Le manuscrit est relu par les historiens Michel Winock et Jean-Pierre Azéma. Il est traduit en français par Claude Bertrand, la mère de ce dernier. La version française ne comporte pas le sous-titre Old Guard and New Order (« Vieille garde et ordre nouveau ») de l'édition anglo-saxonne. 
À la sortie du livre, le journaliste Paul Gillet écrit dans Le Monde des livres du 1er février 1973 :

« Mais qu'est-ce qu'il lui prend, à cet Américain, de venir rouvrir nos placards à cadavres ? D'arracher si brutalement les bandelettes de nos momies nationales sous prétexte qu'il enseigne l'histoire de l'Europe contemporaine à Columbia University ? Robert O. Paxton va se mettre beaucoup de monde à dos. Et d'abord les avocats des accusés de la Haute Cour qui, à force de répéter leurs plaidoiries de 1945 ont fini par y croire et presque par gagner devant le public des revues de vulgarisation historique, le procès perdu devant des jurés engagés avec passion dans l'histoire. Non, Pétain, le Pétain de l'État français n'a servi à rien. Il n'a pas eu de bouclier. Le bilan dressé par Robert Paxton dans cet ouvrage nourri de référence, est d'une impitoyable sévérité. Beaucoup plus sévère que celui dressé par Robert Aron dans sa déjà ancienne Histoire de Vichy écrite avant l'accès aux sources allemandes. Ainsi, plus on avance dans la connaissance minutieuse des sources, non seulement allemandes mais aussi américaines, plus se restreint la marge laissée aux réhabilitations. Plus se craquellent en revanche, les images toutes faites et les approximations lyriques qui nous ont servi de réflexion dans ce domaine depuis un bon quart de siècle. Car Vichy est loin d'être un bloc homogène. Sur la scène laissée libre par l'écroulement de la troisième République, bien des conceptions disparates et rivales dansent leurs pas. Le ballet est réglé par la veille droite traditionnelle enfin revenue aux affaires, et par ses nouveaux aux dents longues que l'on appelle plus communément les technocrates et que Robert Paxton préfère appeler les techniciens. Il résume en une phrase ce qui lui parait être l'essentiel du nouveau régime : "Les conservateurs ont eu sous Vichy des pouvoirs que le suffrage universel leur refusait depuis 1932 et les techniciens une puissance que les politiciens ne leur avaient jamais donnée". Réalité aucunement imposée par les tanks allemands. Hitler a profondément méprisé, pis ignoré, une Révolution Nationale qui n'était pas la sienne,. »

Pour la critique de The American Historical Review, la même année, du fait que l'auteur n'ait eu accès qu'aux archives allemandes, le livre diminue les responsabilités des hommes politiques collaborationnistes Pierre Laval et François Darlan dans le Régime de Vichy.

## Seconde édition
Une seconde édition revue et augmentée paraît en 1997. Dans son avant-propos, Robert Paxton revient sur les conditions de rédaction de la première version, avec nombre d'archives difficilement accessibles. Il indique qu'il y a rectifié quelques erreurs factuelles (nombre de dénaturalisations, nombre de Juifs déportés, nombre de passagers du Massilia, nombre de prisonniers de guerre, nombre de personnes touchées par l'épuration après la guerre). Il relève que sa position visant à démolir l'idée d'une politique collaborationniste de Pétain qui aurait instauré un « bouclier » « peut sembler un peu trop sévère » mais indique conserver l'essentiel de son analyse à quelques détails près. Il dit aussi avoir nuancé sa position sur l'état de l'opinion publique en France, qu'il avait présenté sous un jour trop bipolaire. Analyses et critiques d'autres historiens à l'appui, il nuance son schéma initial d'une France de 1940 entièrement acquise à Pétain contre une France de 1944 presque unanimement favorable à de Gaulle.
Il ajoute dans la préface : « Le livre a provoqué des débats passionnés. Et de nouveaux ouvrages viendront inévitablement supplanter certains de ces chapitres. C'est ce à quoi tout historien doit s'attendre. C'est même ce qu'il doit espérer. »

## Impact de l'ouvrage
Le livre se vend à 12 000 exemplaires la première année de sa sortie et il est réédité en poche dès 1974 . Cela ne l'empêcha pas d'avoir un impact considérable en renouvelant totalement l'historiographie du régime de Vichy, jusque-là dominée par l'Histoire de Vichy de Robert Aron. Pour l'historien Gérard Noiriel, le livre « fit l'effet d'une bombe, car il montrait, preuves à l'appui, que l'État français avait participé à la déportation des Juifs dans les camps de concentration nazis, ce qui avait été occulté par les historiens jusque-là ». 
D'autres critiques vont se faire sur la qualité de l'ouvrage, sur la qualité des sources, mais elles traduisent essentiellement en réalité la résistance[réf. nécessaire], en France, à la démolition par l'ouvrage de Robert Paxton, dans l'imaginaire collectif de l'idéologie sécurisante et évitant des questions, suivant laquelle Pétain avait stoppé les combats pour permettre à la population française de lui éviter des souffrances équivalentes à celles du conflit de 1914-1918 (le Bouclier) donnant une image positive du Régime Vichy. Ce faisant, cette idéologie cachait les initiatives et les décisions discriminatoire prise à l'égard des populations de confession juive instaurées  par le régime de la révolution nationale à partir du 3 octobre 1940 avec le premier Statut des Juifs et ce, sans aucune contrainte ni demande allemande.
La vente atteint 100 000 exemplaires en 1997. 
En 1997, Robert Paxton est amené à témoigner au procès du haut fonctionnaire Maurice Papon en tant qu'historien expert de la collaboration française.   
Son ouvrage a permis de modifier profondément l'historiographie de l'histoire de la France sous la période de l'occupation de 1940 à 1944. D'abord ignoré par le pouvoir officiel français, l'ouvrage finit par obtenir une reconnaissance et Robert Paxton se vit remettre la Légion d'honneur en 2009.